# 2015 في ليبيا
فيما يلي قوائم الأحداث التي وقعت خلال عام 2015 في ليبيا.

## أحداث
- 20 فبراير – تفجيرات القبة

## سياسة

### تعيين في المنصب
- 8 أكتوبر – فايز السراج رئيس وزراء ليبيا.

## وفيات

### يناير
- 1 يناير – الخويلدي محمد الحميدي (مواليد 1943) سياسي ليبي.
- 2 يناير – أبو أنس الليبي (مواليد 1964)

### أكتوبر
- 19 أكتوبر – علي التريكي (مواليد 1937) دبلوماسي ليبي.

### نوفمبر
- 2 نوفمبر – عمر الحريري (مواليد 1944)
- 15 نوفمبر – عبد الجليل عبد القادر (مواليد 1947) فنان ليبي.